# Ройка (Гагинський район)
Ройка (рос. Ройка) — присілок в Гагинському районі Нижньогородської області Російської Федерації.
Населення становить 22 особи. Входить до складу муніципального утворення Ветошкинська сільрада.

## Історія
Від 2009 року входить до складу муніципального утворення Ветошкинська сільрада.

## Населення
| 2002 | 2010 |
| ---- | ---- |
| 49   | ↘22  |